# Tillandsia marabascoensis
Tillandsia marabascoensis är en gräsväxtart som beskrevs av Renate Ehlers och Lautner. Tillandsia marabascoensis ingår i släktet Tillandsia och familjen Bromeliaceae. Inga underarter finns listade i Catalogue of Life.